# Drepanoidea
Super-famille
Synonymes
- Cimelioidea Chrétien, 1916

Familles de rang inférieur
- Cimeliidae Chrétien, 1916
- Doidae Donahue & Brown, 1987
- Drepanidae Boisduval, 1828

Les Drepanoidea sont une super-famille de lépidoptères (papillons). Elle regroupe actuellement trois familles :
- Cimeliidae Chrétien, 1916
- Doidae Donahue & Brown, 1987
- Drepanidae Boisduval, 1828

La famille des Epicopeiidae y a aussi été placée par le passé par certains auteurs, mais elle fait maintenant partie des Geometroidea.
Phylogénie actuelles des familles de Drepanoidea, d'après Heikkila et al., 2015 :

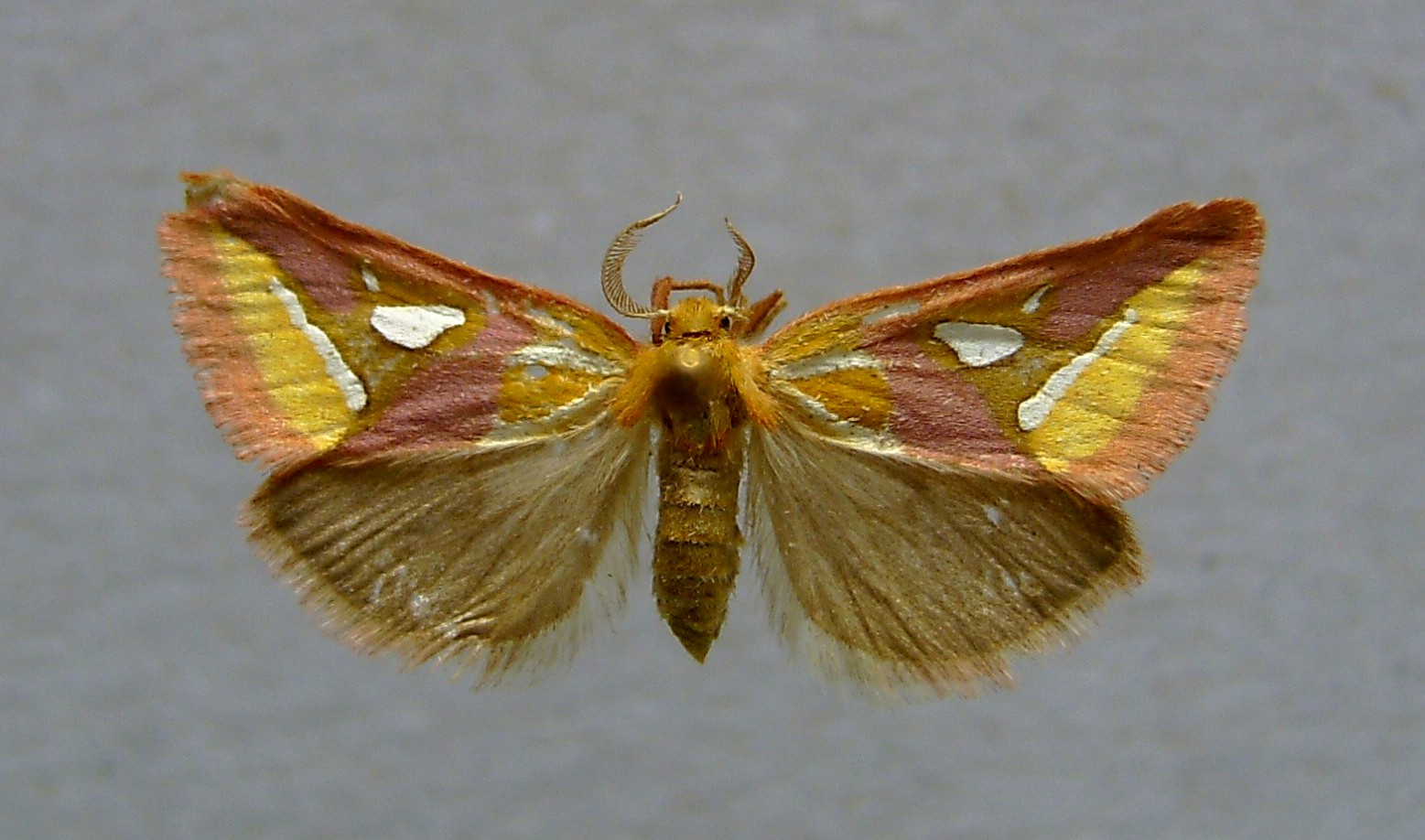
Cimeliidae Axia margarita
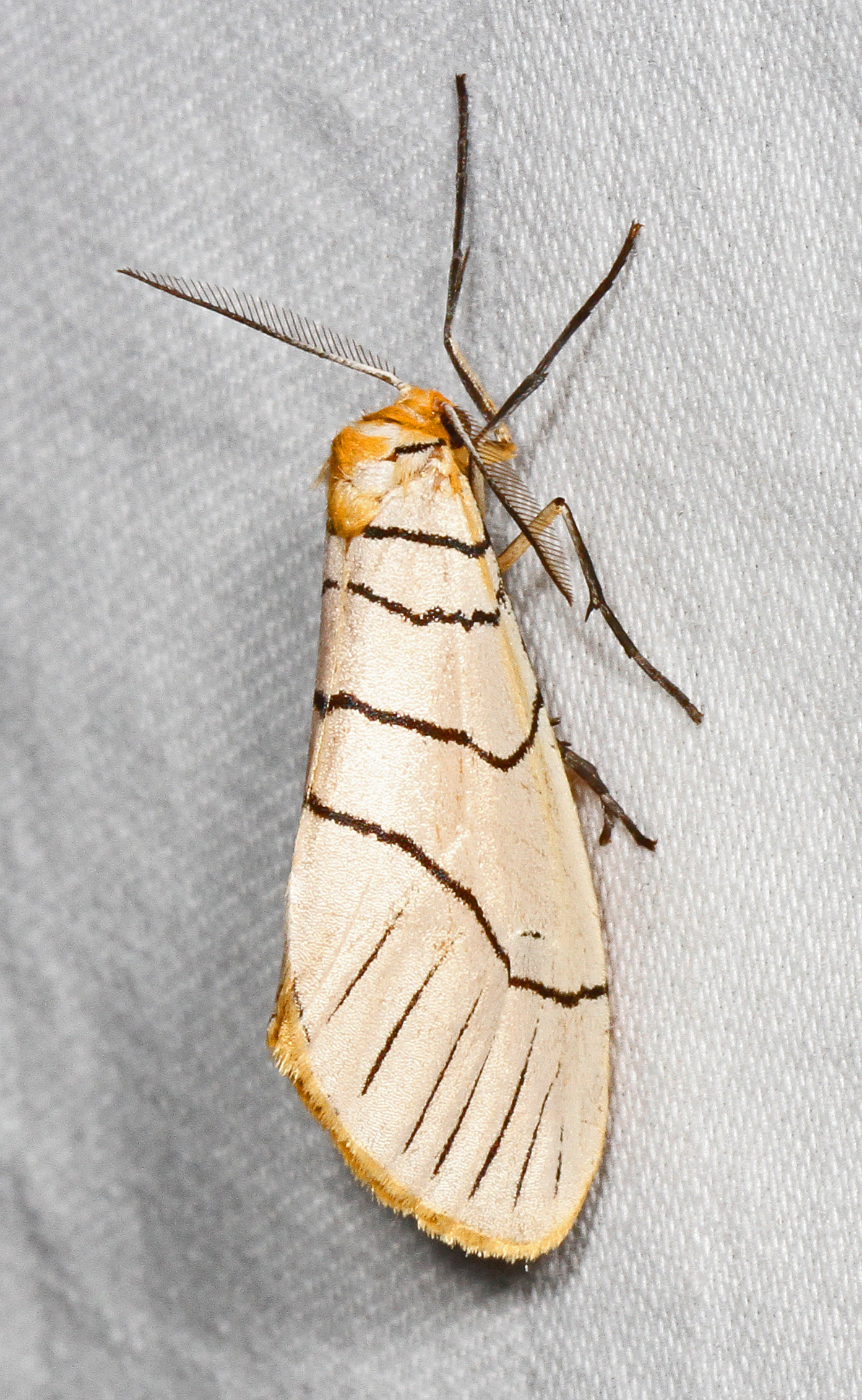
Doidae Doa raspa
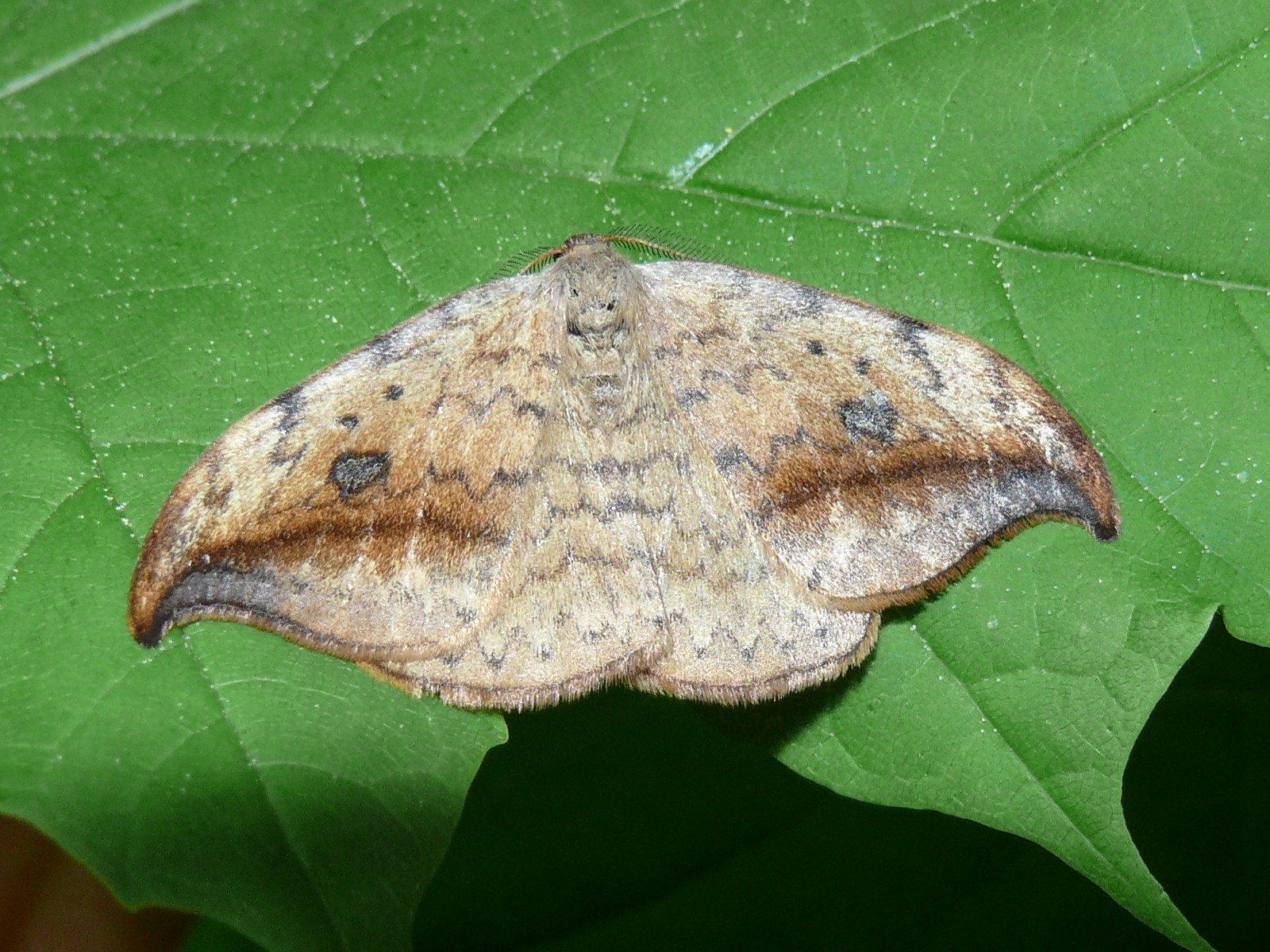
Drepanidae Drepana falcataria

|  | Doidae                                                    |
|  |                                                           |
|  | \| \| Cimeliidae \| \| \| \| \| \| Drepanidae \| \| \| \| |
|  |                                                           |
|  | Cimeliidae                                                |
|  |                                                           |
|  | Drepanidae                                                |
|  |                                                           |

|  | Cimeliidae |
|  |            |
|  | Drepanidae |
|  |            |

- Cimeliidae
Axia margarita
- Doidae
Doa raspa
- Drepanidae
Drepana falcataria